# Johann Hermann von Fersen
Johann Hermann von Fersen, mort en 1801, était un général et homme politique russe originaire de Saxe, et qui servit dans l'armée impériale russe à partir des années 1770. 

## Biographie

### Carrière militaire de 1768 à 1794
Il participa entre autres aux batailles de Larga et de Kagul au cours de la guerre russo-turque de 1768-1774, ainsi qu’à la répression de l’insurrection de Emelian Pougatchev en 1774. Il remporta ainsi une bataille décisive dans le Kouban contre le Sérasker Batal-Bey et ses 18 000 soldats turcs, et 15 000 soldats montagnards, en capturant Batal-Bey et en prenant l'ensemble de ses positions. En 1792, il fut nommé quartier-maître général sous le commandement de Mikhaïl Kretchetnikov en Lituanie et en 1794, il prit la tête d'un corps spécial en Pologne. 

### Campagne de Hollande et disgrâce

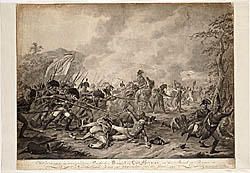
Capture du lieutenant-général Hermann à Bergen.

Sous le règne de Paul Ier, il servit comme quartier-maître général puis commandant des troupes russes au cours de la campagne de Hollande. Sa colonne est défaite lors de la bataille de Bergen, où il est fait prisonnier. Avant que la nouvelle ne parvienne à Saint-Pétersbourg, il possédait le statut de général d'infanterie, mais il fut par la suite congédié par le tsar Paul. Lors de son retour d'exil, il rejoignit de nouveau les rangs de l'armée russe, sans toutefois se voir confier de nouvelles affectations.